# Indotipula nigrinervis
Indotipula nigrinervis är en tvåvingeart som först beskrevs av Edwards 1927.  Indotipula nigrinervis ingår i släktet Indotipula och familjen storharkrankar. Inga underarter finns listade i Catalogue of Life.